# Miriam Stevenson
Pour les articles homonymes, voir Stevenson.
Miriam Stevenson, de son nom complet Miriam Jacqueline Stevenson, née le 4 juillet 1933 à Winnsboro en Caroline du Sud, est une femme américaine, qui a été élue Miss USA 1954, puis Miss Univers 1954.
Elle est la première Miss USA devenue Miss Univers.

## Biographie
En 1953, elle est couronnée Miss Caroline du Sud USA 1954, et remporte le titre de Miss USA 1954.
C'est à Martha Rocha Miss Brésil 1954, à l'époque, les médias ont rapporté que l'américaine Miriam Stevenson avait remportée le concours due à deux pouces de plus sur ses hanches, ce qui lui aurait entravé sa victoire au concours Miss Univers 1954. L'histoire des deux pouces a été inventé par le journaliste João Martins dans la revue O Cruzeiro pour consoler la fierté brésilienne.
En 1954, Miriam succède à Christiane Martel, Miss Univers 1953.
Après son règne de Miss, elle fait une brève carrière de modèle, pose pour le magazine Variety.
Miriam Stevenson devient animatrice de télévision pour la filiale NBC et WIS-TV dans les années 1970, ce fut là qu'elle a rencontré son futur mari Georges Upton.

## Vie privée
Ils ont eu deux enfants. Leur fils, Donald Upton, est un ancien dirigeant de télécommunications et fondateur du développement économique et des affaires publiques firme mondiale à Fairfield[Lequel ?].